# Ottokar III

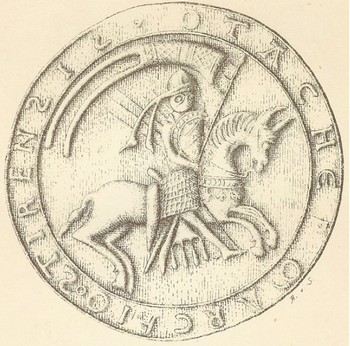
Sigill

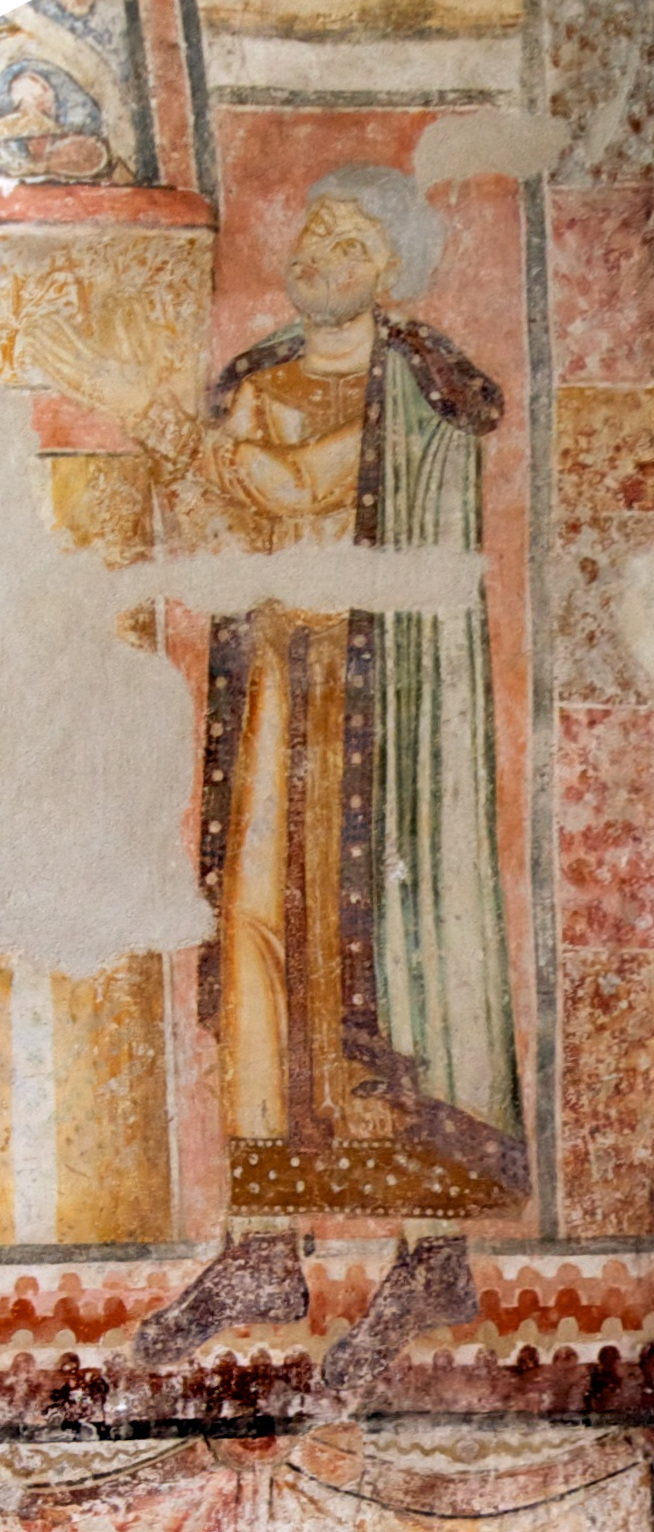
Fresco i St. Johanneskapellet, Pürgg-Trautenfels

Ottokar III, född 1124, död 31 december 1164 i närheten av Fünfkirchen, var markgreve av Steiermark från 1129 till 1164.